# Calamus leiocaulis
Calamus leiocaulis är en enhjärtbladig växtart som beskrevs av Odoardo Beccari och Karel Heyne. Calamus leiocaulis ingår i släktet Calamus och familjen Arecaceae. Inga underarter finns listade i Catalogue of Life.